# 茹亞河
茹亞河是俄羅斯的河流，屬於恰拉河的左支流，由伊爾庫茨克州負責管轄，河道全長337公里，流域面積約22,600平方公里，河水主要來自融雪和雨水。